# 木本神社
木本神社（きのもとじんじゃ）は、三重県熊野市木本町95にある神社。

## 歴史

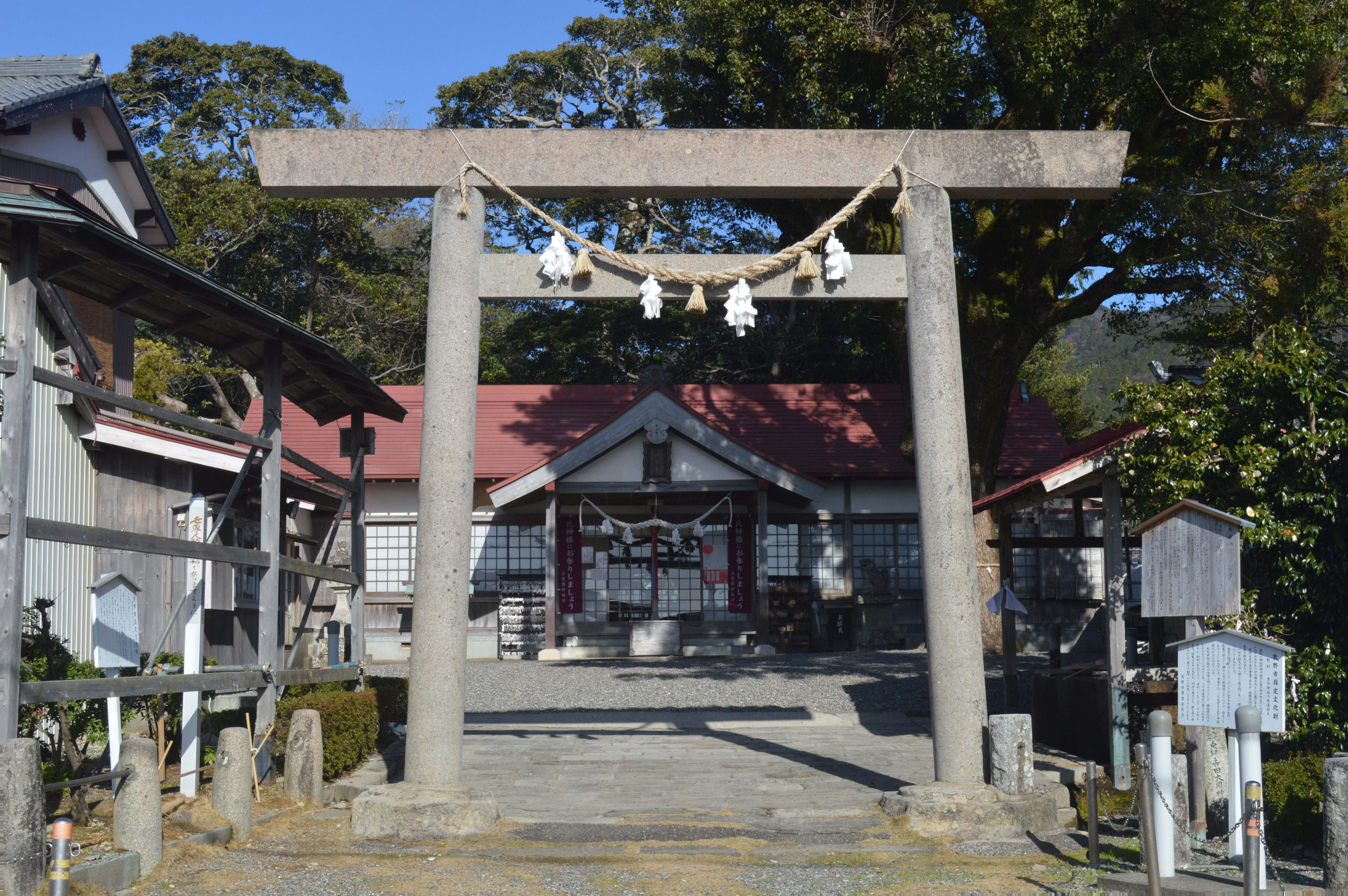
鳥居

安政2年（1855年）徳川御三家の紀州藩直轄から新宮城主・水野氏に知行替えが交付された際、木之本村（現三重県熊野市木本町）周辺住民の猛反対（安政の村替騒動）が起こり、当時の藩士吉田庄太夫の尽力により知行替えは中止された。境内には庄太夫を称え、吉田大明神の石祠が祀られている。

## 祭神
- 天照皇大神
- 天児屋根命
- 天布刀玉命
- 事代主命

## 例祭

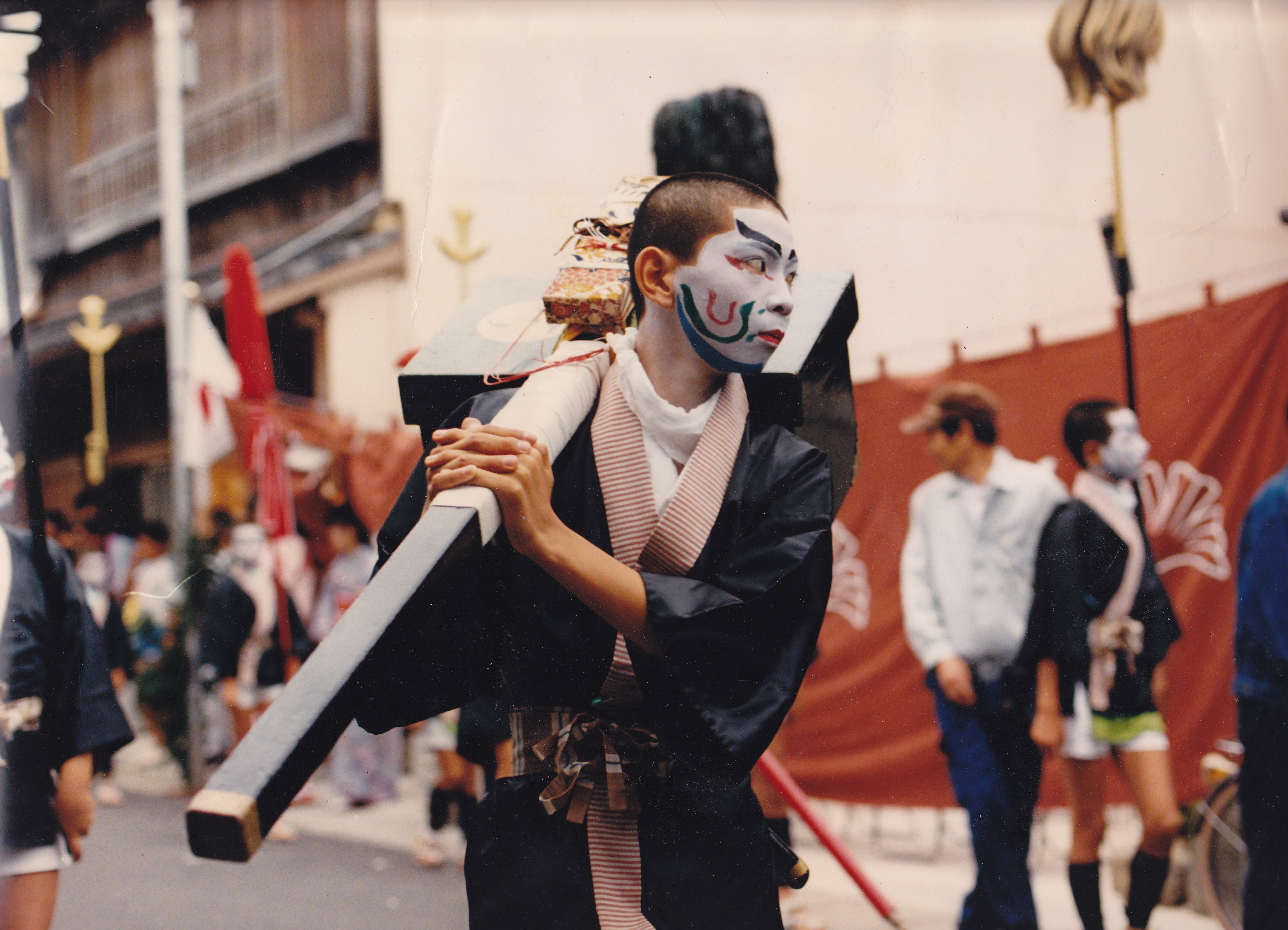
六方行列-はさみ箱

- 木本まつり（木本神社例大祭）

## 文化財

### 市指定文化財
- 有形文化財彫刻
  - 木造狛犬

## 交通
- JR紀勢本線熊野市駅から車で5分

## 周辺情報
- 鬼ヶ城
- 七里御浜